# Saint-Médard (Lot)
Saint-Médard é uma comuna francesa na região administrativa de Occitânia, no departamento de Lot. Estende-se por uma área de 11,78 km². Em 2010 a comuna tinha 183 habitantes (densidade: 15,5 hab./km²).